# Hjarnø
Hjarnø es una pequeña isla de Dinamarca, situada en el fiordo Horsens. Tiene una superficie de 3,2 km² y alberga una población de aproximadamente 100 habitantes.
A la isla se puede llegar desde Snaptun, en unos 5 minutos.